# Vanessa Liftig
Vanessa Helena Liftig, född 17 mars 1984 i Göteborg, är en svensk sångerska, kompositör, textförfattare, musiker och musikproducent.

## Biografi
Vanessa Liftig är uppvuxen i Göteborg i ett musikaliskt hem som dotter till den amerikansk-svenske jazzmusikern Eric Liftig och musikern Josefine Liftig. Som barn gick hon i Brunnsbo musikklasser och sjöng i kör, som bland annat deltog i konsert för påven Johannes Paulus II i Vatikanen. 1995-96 gjorde hon sin sångdebut i rollen som Märta i musikalen Kristina från Duvemåla på GöteborgsOperan, följt av ännu en roll i Mozart-operan Trollflöjten på samma scen 1999-2000. Under skolåren inledde hon också samarbete med Mimi Terris. De båda var med och startade soulgruppen Bless, som 2002 vann Musik Direkts Stora turnépris och turnerade runt om i Europa. De startade även electronicaduon Dreamsville. De båda har också medverkat på Embees Grammis-vinnande Tellings from Solitaria (2004), skivor av housekollektivet Gonkyburg och Andreas Saags/Stateless' Art of No State (2003) med flera. 2006 medverkade hon och Bless samt Dreamsville i sällskap med bland andra Timbuktu och Embee som sångerska och kompositör vid de stora festkonserterna i samband med Ostindiefararen Götheborgs historiska ankomst till Kanton i Kina.
Åren 2004-08 utbildade hon sig inom bland annat komposition vid Musikhögskolan vid Göteborgs universitet. Hon har under flera år varit verksam som sångare, musiker, kompositör / textförfattare, arrangör och producent inom flera olika musikaliska genrer, såsom jazz, klassiskt och hiphop och hon spelar ett flertal instrument. 
2005 gav hon ut sitt första album, When Will is Silent, i singer-songwriter-genren. Hon har också medverkat och arrangerat musik vid P3 Guld-galan, vid Göteborgs kulturkalas och en rad egna konserter, bland annat på Stora Teatern i Göteborg. 18 juni 2014 släppte hon sitt andra album med en egen blandning av soulmusik och hiphop, CurioCity, som även är hennes extra artistnamn inom hiphopen.
Hon har samarbetat med en mängd svenska och utländska artister inom framför allt hiphop, däribland DJ Embee, José González, Looptroop Rockers, Medina, Kurious Jorge, Sjukstugan och Cilvaringz. 2014 väckte hon stor uppmärksamhet genom sitt samarbete med amerikanska Wu-Tang Clan som låtskrivare och sångerska – vid sidan av ett antal inbjudna världsartister som Cher med flera – med fyra låtar på deras mycket speciella dubbelalbum The Wu – Once Upon a Time in Shaolin. Albumet existerar bara i ett enda exemplar att utställas på museer etc världen över och sedan säljas till högstbjudande, detta som en protest mot den rådande situationen för musikartister i och med vikande skivförsäljning och omfattande nedladdning av musik med mera via Internet.
Hon har skrivit musik till kortfilmerna Maxim (2007) av Jonas Eskilsson och London Transfer (2008) av Roozbeh Behtaji. 2010 var hon en av initiativtagarna till grundandet av The Music College i Angered i samverkan med Folkhögskolan i Angered och Högskolan för scen och musik vid Göteborgs universitet. Hon har medverkat i utformningen av den högskoleförberedande musikutbildningen och undervisat vid skolan parallellt med sitt övriga arbete.
Hon har producerat bland annat jazzsångaren Alexander Lövmarks soloalbum Perfect Storm (2018). I maj 2018 utkom hennes eget första soloalbum på svenska, Göteborgs pyramider.

## Diskografi
Album
- 2003 – Art of No State; Stateless (gästartist)
- 2004 – Tellings from Solitaria; Embee, Medina (gästartist)
- 2005 – When Will is Silent
- 2009 – The Life and Times of Russell Ballenger; Respect (Tha God) (gästartist)
- 2011 – Haffla Music Mixtape Vol. 2; Medina (gästartist)
- 2012 – Rap på svenska; Sjukstugan (gästartist)
- 2014 – CurioCity
- 2014 – The Wu – Once Upon a Time in Shaolin; Wu-Tang Clan med flera (gästartist och låtskrivare)
- 2018 – Perfect Storm (producent)
- 2018 – Göteborgs pyramider